# Wareham Island
Wareham Island – niezamieszkana wyspa w zatoce Cumberland, w regionie Qikiqtaaluk, na terytorium Nunavut, w Kanadzie. 
W pobliżu Wareham Island znajduje się Miliakdjuin Island.